# Oskar Maria Graf
Oskar Maria Graf, född 22 juli 1894 i Berg am Starnberger See, död 28 juni 1967 i New York, var en tysk författare.
Oskar Maria Graf deltog under tre år i första världskriget på östfronten innan han blev frikallad och slöt sig efter hemkomsten, radikal socialist som han var, till den bayerska revolutionen. Som författare debuterade han med en diktbok, Amen und Anfang (1919), som följdes av ett par konstnärsessäer och de sociala novellerna Zur freudlichen Erinnerung (1922). En återblick på ungdomsåren var Frühzeit (1921) och den skoningslöst uppriktiga självbiografin Wir sind Gefangene (1927) med fortsättningen Wunderbare Menschen (1927). Från sin bayerska hembygd gav Graf en rad kärnfulla, ofta grovkornigt humoristiska allmogeskildringar, till exempel Bayrisches Lesebücherl (1924), Die Chronik von Flechting (1925), Finsternis (1926), Die bayrische Dekameron (1928) och Die Heimsuchung (1928). 1931 gav Graf ut Bolwieser. Der Roman eines Ehemanns, 1932 Einer gegen alle. Efter Hitlers makttillträde 1933 gick Graf, som från början bekämpat nationalsocialismen, i landsflykt och bosatte sig i Österrike. Den nya regimen som såg Graf som "arisk", försökte övertala honom att återvända. Graf avvisade närmandet och begärde efter bokbålen i Tyskland att även hans skrifter skulle brännas offentligt, vilket medförde, att Graf som en av de första blev berövad sitt tyska medborgarskap. År 1934 överflyttade Graf till Tjeckoslovakien, därifrån 1938 till Förenta staterna, där han blev ordförande i de tysk-amerikanska författarnas förening. År 1940 utgav han den självbiografiska romanen The life of my Mother och 1948 Unruhe um einen Friedfertigen, en bayersk bonderoman, där Hitlertidens motsättningar avspeglas.